# Suranjoy Singh
Suranjoy Singh (ur. 4 lutego 1986) − indyjski bokser kategorii muszej, złoty medalista igrzysk Wspólnoty Narodów (2010).

## Kariera amatorska
W 2010 został złotym medalistą igrzysk Wspólnoty Narodów w kategorii muszej.
W roku 2011 został laureatem nagrody Arjuna Award.